# Tre Valli Varesine 2001
La Tre Valli Varesine 2001, ottantunesima edizione della corsa, si svolse il 21 agosto 2001 su un percorso di 195 km. La vittoria fu appannaggio dell'italiano Mirko Celestino, che completò il percorso in 5h01'59", precedendo i connazionali Paolo Valoti e Gianluca Bortolami.
Sul traguardo di Varese 57 ciclisti, sui 173 partiti da Campione d'Italia, portarono a termine la competizione.

## Ordine d'arrivo (Top 10)
| Pos. | Corridore           | Squadra                | Tempo    |
| ---- | ------------------- | ---------------------- | -------- |
| 1    | Mirko Celestino     | Saeco                  | 5h01'59" |
| 2    | Paolo Valoti        | Alessio                | a 9"     |
| 3    | Gianluca Bortolami  | Tacconi Sport          | s.t.     |
| 4    | Laurent Dufaux      | Saeco                  | s.t.     |
| 5    | Paolo Bettini       | Mapei-Quick Step       | s.t.     |
| 6    | Cristian Moreni     | Mercatone Uno          | s.t.     |
| 7    | Gianni Faresin      | Liquigas-Pata          | s.t.     |
| 8    | Tadej Valjavec      | Fassa Bortolo          | s.t.     |
| 9    | Maurizio Caravaggio | Mercatone Uno          | a 37"    |
| 10   | Martin Derganc      | Krka-Telekom Slovenije | s.t.     |